# Lista de prêmios e indicações recebidos por Cher
Ao longo de sua carreira, Cher recebeu inúmeras homenagens e prêmios por seu trabalho multimídia, incluindo o Legend Award concebido pelo World Music Awards por vendas mundiais acima de 100 milhões de cópias e o Bambi Award como International Artist. Com vendas estimadas em 70 milhões de cópias em carreira solo e como parte da dupla Sonny & Cher. No Billboard Hot 100, ela conseguiu até agora quatro singles número um e uma entrada top 10 na Hot Dance Club Play em diferentes décadas (60,70,80,90 e 2000). Desses singles, seis receberam certificado de ouro e um de platina pela RIAA. Seus álbuns até agora incluem sete certificados de ouro, dois de platina e dois de multi-platina. Cher detém vários recordes no Hot 100, incluindo os de cantora mais velha a ocupar a primeira posição (aos 52 anos de idade), única artista a ter hits solo no Top 10 nas décadas de 1960, 1970, 1980 e 1990 e maior intervalo de tempo entre o primeiro e o último single número um por um artista (33 anos).
Cher é uma das poucas artistas a ganhar o Oscar, o Globo de Ouro, o Emmy e o Grammy por seu trabalho multimídia. Ela e Barbra Streisand são as únicas cantoras a ter um hit número um no Hot 100 e ganhar um Oscar. Como atriz, Cher estrelou quatro filmes número um de bilheteria nos Estados Unidos: Silkwood (1983), Mask (1985), The Witches of Eastwick (1987) e Moonstruck (1987). Ela é uma das artistas solo que mais arrecadou em turnês, com faturamento total de 900 milhões de dólares. Em 2001, foi numerada a terceira atriz favorita de todos os tempos (atrás de Audrey Hepburn e Katharine Hepburn) pelo canal A&E.

## Prêmios selecionados
| Ano  | Prêmio                    | Categoria                                                           | Trabalho                                               | Resultado       |
| ---- | ------------------------- | ------------------------------------------------------------------- | ------------------------------------------------------ | --------------- |
| 1973 | Emmy Award                | Melhor programa de variedades ou música                             | The Sonny & Cher Comedy Hour                           | Indicado        |
| 1974 | Emmy Award                | Melhor programa de variedades ou música                             | The Sonny & Cher Comedy Hour                           | Indicado        |
| 1974 | Globo de Ouro             | Melhor atriz em televisão - comédia ou musical                      | The Sonny & Cher Comedy Hour                           | Venceu          |
| 1975 | Emmy Award                | Melhor programa de variedades, música ou comédia                    | The Cher Show                                          | Indicado        |
| 1979 | Emmy Award                | Excelente projeto de traje para uma série limitada ou especial      | Cher... And Other Fantasies                            | Indicado        |
| 1983 | CableACE Award            | Atriz em um programa de variedades                                  | Cher: A Celebration at Caesars                         | Venceu          |
| 1983 | Globo de Ouro             | Melhor atriz coadjuvante em cinema                                  | Come Back to the Five and Dime, Jimmy Dean, Jimmy Dean | Indicado        |
| 1984 | BAFTA                     | Melhor atriz coadjuvante                                            | Silkwood                                               | Venceu          |
| 1984 | Globo de Ouro             | Melhor atriz coadjuvante em cinema                                  | Silkwood                                               | Venceu          |
| 1984 | Oscar                     | Melhor atriz coadjuvante                                            | Silkwood                                               | Indicado        |
| 1985 | Festival de Cannes        | Prêmio de interpretação feminina                                    | Mask                                                   | Venceu          |
| 1985 | Hasty Pudding Theatricals | Mulher do ano                                                       | —                                                      | Venceu          |
| 1986 | Globo de Ouro             | Melhor atriz em filme dramático                                     | Mask                                                   | Indicado        |
| 1988 | BAFTA                     | Melhor atriz                                                        | Moonstruck                                             | Indicado        |
| 1988 | Globo de Ouro             | Melhor atriz em cinema - comédia ou musical                         | Moonstruck                                             | Venceu          |
| 1988 | Oscar                     | Melhor atriz                                                        | Moonstruck                                             | Venceu          |
| 1988 | MTV Video Music Award     | Melhor clipe feminino                                               | "I Found Someone"                                      | Venceu          |
| 1989 | People's Choice Award     | Estrela feminina completa favorita                                  | —                                                      | Venceu          |
| 1997 | Globo de Ouro             | Melhor atriz coadjuvante em televisão                               | If These Walls Could Talk                              | Indicado        |
| 1997 | Satellite Award           | Melhor atriz coadjuvante em televisão                               | If These Walls Could Talk                              | Venceu          |
| 1999 | CFDA Fashion Award        | Influência na moda                                                  | —                                                      | Prêmio especial |
| 1999 | MTV Video Music Award     | Melhor clipe dance                                                  | "Believe"                                              | Indicado        |
| 1999 | World Music Award         | Legend Award por realização artística                               | —                                                      | Prêmio especial |
| 2000 | Grammy Award              | Melhor gravação dance                                               | "Believe"                                              | Venceu          |
| 2000 | Grammy Award              | Gravação do ano                                                     | "Believe"                                              | Indicado        |
| 2000 | Grammy Award              | Melhor álbum vocal pop                                              | Believe                                                | Indicado        |
| 2000 | Emmy Award                | Melhor desempenho individual em um programa de variedades ou música | Cher: Live at the MGM Grand in Las Vegas               | Indicado        |
| 2002 | Billboard Music Award     | Artista dance/club do ano                                           | —                                                      | Venceu          |
| 2002 | Billboard Music Award     | Artist Achievement Award por realização artística                   | —                                                      | Prêmio especial |
| 2003 | Emmy Award                | Melhor especial de variedades, música ou comédia                    | Cher: The Farewell Tour                                | Venceu          |
| 2010 | Critics' Choice Award     | Melhor canção original                                              | "You Haven't Seen the Last of Me" (de Burlesque)       | Indicado        |
| 2010 | Satellite Award           | Melhor canção original                                              | "You Haven't Seen the Last of Me" (de Burlesque)       | Venceu          |
| 2013 | Attitude Awards           | legend Award                                                        | Cher                                                   | Venceu          |
| 2013 | BMI London Award          | Believe - Prêmio por performance de 4 Milhões de vendas             | Believe                                                | Venceu          |
| 2013 | Women's Image Awards      | Melhor programa produzido por uma mulher                            | Dear Mom, Love Cher                                    | Venceu          |

## Recordes e realizações
- É a artista feminina com mais idade a ocupar a primeira posição no Hot 100, com "Believe" em 1999. (52 anos)[3]
- É a única artista a chegar à primeira posição nas paradas gerais da Billboard em seis décadas consecutivas (1960, 1970, 1980, 1990, 2000 e 2010).[4]
- Sonny & Cher, Michael Jackson, Elvis Presley, Beatles, ABBA e Bee Gees são os únicos artistas a ter dez singles no Top 20 do Hot 100 simultaneamente.[12]
- Detêm o maior intervalo de tempo entre o primeiro e o mais recente single número um no Hot 100.[13] (33 anos entre "I Got You Babe", 1965, e "Believe", 1999)
- "Gypsies, Tramps and Thieves" é o single mais vendido de 1971, com doze milhões de cópias.[14]
- "The Shoop Shoop Song (It's in His Kiss)" é o single mais vendido de 1991 por uma artista feminina solo no Reino Unido, totalizando quatorze milhões de cópias no mundo todo.[15]
- "Believe" é o single mais vendido da história da gravadora Warner Bros. e o terceiro mais vendido por uma artista feminina solo, com dezoito milhões de cópias no mundo todo.
- "The Music's No Good Without You" é o primeiro single por um artista não-russo a chegar à primeira posição no Russian Airplay Chart, em 2001.[16]
- É uma das artistas mais vendidas de todos os tempos, com 480 milhões de álbuns e 270 milhões de singles.[1][2]
- É uma das artistas solo que mais arrecadou em turnês, com faturamento total de 1,1 bilhões de dólares.
- Living Proof: The Farewell Tour foi encerrada como a turnê mundial mais bem sucedida da história por uma artista feminina solo, com cerca de 420 milhões de dólares arrecadados.
- O especial de TV Cher: The Farewell Tour, exibido em 2003 pela NBC, é um dos concertos mais vistos da história da TV americana por um artista solo, com 37 milhões de telespectadores.[17][18]
- É uma das poucas artistas a ganhar o Oscar, o Globo de Ouro, o Emmy e o Grammy por seu trabalho multimídia.[13]
- Cher, Lady Gaga, Billie Eilish e Barbra Streisand são as únicas artistas femininas a ter um hit número um no Hot 100 e ganhar um Oscar.[5]
- Estrelou quatro filmes número um de bilheteria nos EUA: Silkwood (1983), Mask (1985), The Witches of Eastwick (1987) e Moonstruck (1987).[6]
- É a segunda artista musical mais rica do planeta (atrás de Paul McCartney), com um patrimônio pessoal estimado em 1 bilhão de dólares.[19]
- Apareceu na capa da revista People em um recorde de 23 vezes sozinha e 31 vezes no total.[13]
- Foi condecorada pelo Bambi Awards com o título de maior artista feminina de todos os tempos.
- Foi numerada a terceira atriz favorita de todos os tempos (atrás de Audrey Hepburn e Katharine Hepburn) pelo canal A&E.[5][7]
- Em 2003, foi reportado que "Believe" era a canção mais baixada da história da internet, com mais de 250 semanas no Top 10 da parada Digital TouchTunes da Billboard. [20]